# BASIC Computer Games
BASIC Computer Games, uscito nel 1978, è un libro che presenta una raccolta di giochi per computer scritto da David H. Ahl e pubblicato dalla Creative Computing. Molti dei giochi presentati sono stati scritti o editi personalmente da Ahl. Include 101 giochi scritti in linguaggio Microsoft BASIC, e grazie a ciò possono essere adattati nei vari dialetti del BASIC più odierni.
Il libro è una riedizione rivista e corretta di un precedente volume di Ahl intitolato 101 BASIC Computer Games pubblicato nel 1973 da Digital Equipment Corporation. Nell'opera precedente i giochi presenti erano scritti usando 6 differenti versioni del BASIC: in BASIC Computer Games essi sono quasi tutti riconvertiti in Microsoft BASIC, scartando quelli non adattabili e sostituendoli con altri giochi.
BASIC Computer Games è stato il primo libro per computer a vendere un milione di copie.

## Elenco giochi presentati
- AceyDucey
- Amazing
- Animal
- Awari
- Bagels
- Banner
- Basketball
- Batnum
- Battle
- Blackjack
- Bombardment
- Bombs Away
- Bounce
- Bowling
- Boxing
- Bug
- Bullfight
- Bullseye
- Bunny
- Buzzword
- Calendar
- Change
- Checkers
- Chemist
- Chief
- Chomp
- Civil War
- Combat
- Craps
- Cube
- Depth Charge
- Diamond
- Dice
- Digits
- Even Wins
- Flip Flop
- Football
- Fur Trader
- Golf
- Gomoko
- Guess
- Gunner
- Hamurabi (David H. Ahl, basato su The Sumer Game di Richard Merrill)
- Hangman
- Hello
- Hexapawn
- Hi-Lo
- High I-Q
- Hockey
- Horserace
- Hurkle
- Kinema
- King
- Letter
- Gioco della vita
- Life For Two
- Literature Quiz
- Love
- Lunar LEM Rocket
- Master Mind
- Math Dice
- Mugwump
- Name
- Nicomachus
- Nim
- Number
- One Check
- Orbit
- Pizza
- Poetry
- Poker
- Queen
- Reverse
- Rock, Scissors, Paper
- Roulette
- Russian Roulette
- Salvo
- Sine Wave
- Slalom
- Slots
- Splat
- Stars
- Stock Market
- Super Star Trek
- Synonym
- Target
- 3-D Plot
- 3-D Tic-Tac-Toe
- Tic Tactoe
- Tower
- Train
- Trap
- 23 Matches
- War
- Weekday
- Word